# Vinylsulfon

Algemene structuurformule van een vinylsulfon.

Een vinylsulfon is een sulfon met een vinylgroep verbonden aan de sulfonylgroep.

## Synthese
Er bestaan verschillende syntheseroutes voor vinylsulfonen, waaronder:
- alkeenvormende reacties zoals de Wittig-reactie of de Horner-Wadsworth-Emmons-reactie
- de oxidatie van vinylsulfides afkomstig van de reactie van mercaptanen met acetyleen onder hoge druk
- reacties met organometaalverbindingen, zoals de koppeling van een vinyltriflaat met een zout van sulfienzuur met gebruik van een palladiumkatalysator

## Eigenschappen en reacties
Vinylsulfonen zijn erg reactieve stoffen die gebruikt worden als bouwstenen bij de synthese van een aantal organische stoffen. Ze kunnen deelnemen aan polymerisatiereacties dankzij de dubbele binding van de vinylgroep. Ze zijn ook goed inzetbaar in nucleofiele additiereacties zoals de Michael-additie en in cycloadditiereacties.
Vinylsulfonen worden gebruikt bij de synthese van reactieve kleurstoffen, die een covalente binding vormen met textielvezels, in het bijzonder cellulosevezels zoals katoen en linnen. Men verkrijgt zo kleurvaste stoffen die hun kleur niet verliezen na een aantal wasbeurten.

## Medische toepassingen
Vinylsulfonen hebben ook medische toepassingen gevonden. Het zijn krachtige inhibitoren van bepaalde enzymatische processen, in het bijzonder zijn het inhibitoren van een aantal cysteïne-proteasen zoals papaïne; proteasen zijn enzymen die peptidebindingen verbreken. Er zijn ook vinylsulfonen die het enzym HIV-1 integrase blokkeren; dit is een enzym dat viraal DNA in het genoom van de gastheer inbrengt waar het zich kan vermeerderen.

## Voorbeelden

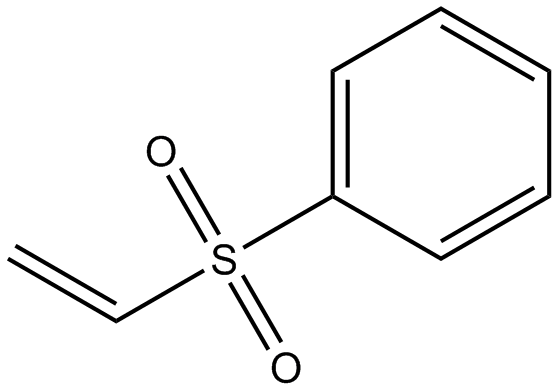
Structuurformule van fenylvinylsulfon

- Methylvinylsulfon (CAS-nummer: 3680-02-2)
- Ethylvinylsulfon (CAS-nummer: 1889-59-4)
- Fenylvinylsulfon (CAS-nummer: 5535-48-8)
- Divinylsulfon (CAS-nummer: 77-77-0)
- Bis(vinylsulfonyl)ethaan (CAS-nummer: 39690-70-5); dit is een geminale verbinding met twee sulfonylgroepen verbonden aan één koolstofatoom.